# Guatemala en los Juegos Olímpicos de la Juventud 2018
Guatemala compitió en los Juegos Olímpicos de la Juventud 2018 en Buenos Aires, Argentina, celebrados entre el 6 y el 18 de octubre de 2018. No obtuvo medallas en las justas deportivas.

## Medallero
| Medalla       | Oro | Plata | Bronce | Total |
| ------------- | --- | ----- | ------ | ----- |
| Total oficial | 0   | 0     | 0      | 0     |

## Disciplina

### Voleibol playa

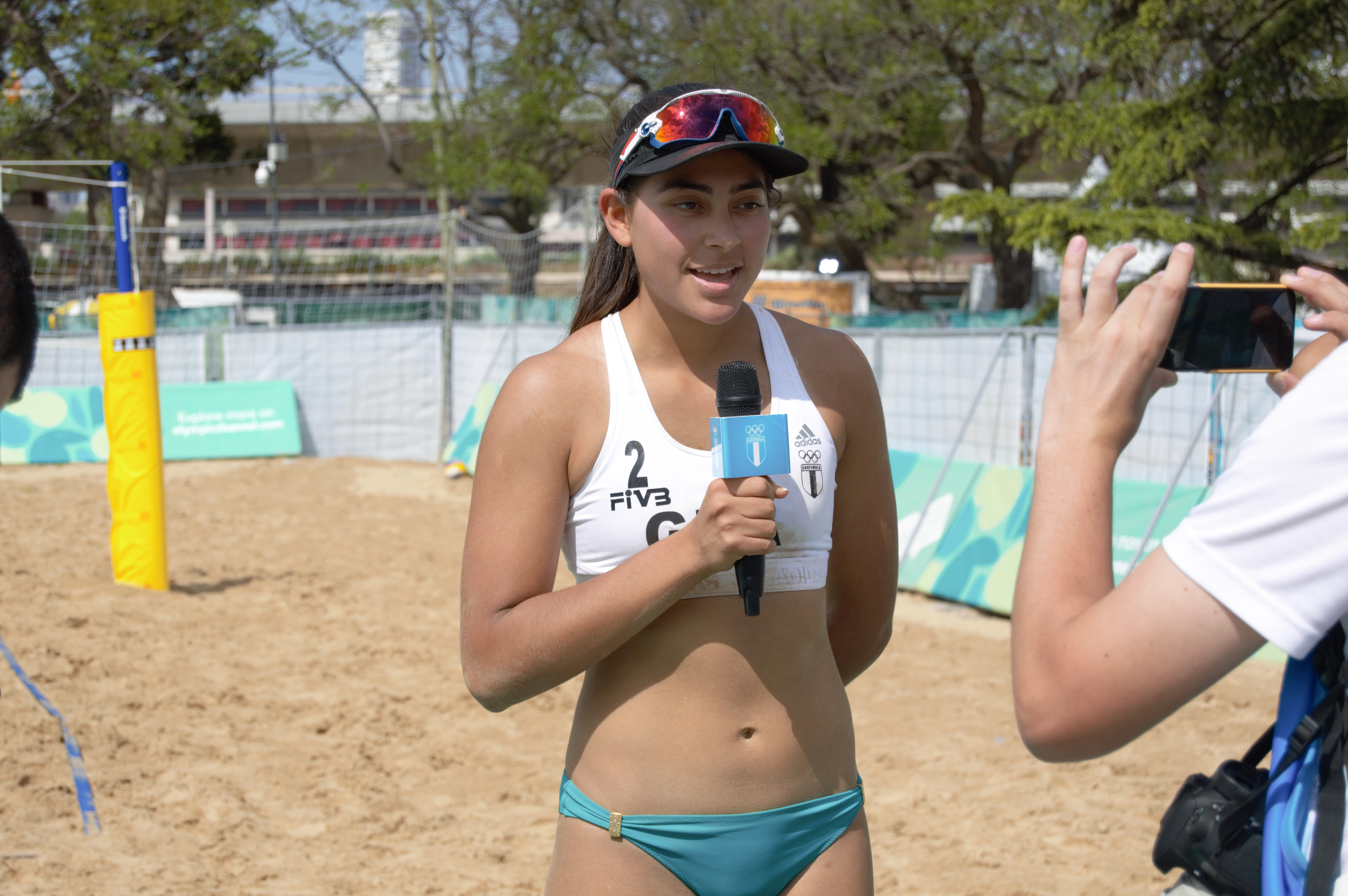
María Fernanda Juárez Peña

Guatemala clasificó un equipo femenino en esta disciplina.

### Gimnasia artística
Guatemala calificó a un gimnasta en base a su desempeño en el Campeonato Junior Americano 2018.
- Femenino individual - 1 plaza

### Karate
Guatemala clasificó a un atleta en esta disciplina.
- 61 kg masculino - Pedro de la Roca

### Remo
Guatemala clasificó un bote en esta disciplina.
- Individual femenino - 1 atleta